# نوكيري كورسي للسيدات 2023
نوكيري كورسي للسيدات 2023 (بالفرنسية: Nokere Koerse voor Dames 2023)‏ هو سباق دراجات هوائية من فئة  1.1، وهو الموسم الرابع من نوكيري كورسي للسيدات ‏، وأقيم في 15 مارس 2023 ضمن سباقات سباق الدراجات على الطريق للسيدات 2023.
فاز بالمركز الأول لوت كوبيكي، وفاز بالمركز الثاني لورينا ويبيس، وفاز بالمركز الثالث مارتا باستيانيلي.

## الفرق
| فرق سيدات عالمية (11)- فريق سنويب للسيدات ‏ - بلانتور بورا سيلينج تيم ‏ - فريق كوجياس ميتلر لوك برو للدراجات ‏ - جامبو فيسما للسيدات ‏ - ليف ريسينغ ‏ - موفيستار للسيدات ‏ - إس دي وركس 2023 ‏ - Lidl–Trek (women's team) ‏ - Liv AlUla Jayco ‏ - يو أي أيه تيم 2023 ‏ - فريق أونو إكس برو للدراجات للسيدات 2023 ‏ فرق دراجات قارية سيدات (9)- إن إكس تي جي ريسينغ ‏ - Ceratizit Pro Cycling ‏ - تيم كوب هايتك بوردكتس ‏ - بنجوال شوفالمير ‏ - دروبز ‏ - لوتو بيليسول للسيدات ‏ - باركهوتل فالكنبورغ 2023 ‏ - St. Michel–Preference Home–Auber93 (women's team) ‏ - Zaaf Cycling Team ‏ |  |
| |  |

## التصنيف العام النهائي
| التصنيف العام         | التصنيف العام      | التصنيف العام             | التصنيف العام | التصنيف العام |
| المتسابقة             | المتسابقة          | الفريق                    | الوقت         |               |
| --------------------- | ------------------ | ------------------------- | ------------- | ------------- |
| 1                     | لوت كوبيكي         | إس دي وركس ‏               | 3 س 15 د 03 ث |               |
| 2                     | لورينا ويبيس       | إس دي وركس ‏               | + 28 ث        |               |
| 3                     | مارتا باستيانيلي   | يو أي أيه تيم ‏            | + 29 ث        |               |
| 4                     | إليسا بالسامو      | Lidl–Trek (women's team) ‏ | + 29 ث        |               |
| 5                     | أرلينيس سيرا       | موفيستار للسيدات ‏         | + 29 ث        |               |
| 6                     | Lotta Henttala     | إن إكس تي جي ريسينغ ‏      | + 29 ث        |               |
| 7                     | Julie De Wilde ‏    | بلانتور بورا سيلينج تيم ‏  | + 29 ث        |               |
| 8                     | آنا هندرسون        | جامبو فيسما للسيدات ‏      | + 29 ث        |               |
| 9                     | Marta Lach ‏        | Ceratizit Pro Cycling ‏    | + 29 ث        |               |
| 10                    | ليتيزيا باتيرنوستر | Liv AlUla Jayco ‏          | + 29 ث        |               |
|                       |                    |                           |               |               |
| مصدر: ProCyclingStats |                    |                           |               |               |

## وصلات خارجية
- لمحة عن سباق نوكيري كورسي للسيدات 2023 على موقع  ProCyclingStats   (برو  سايكلنج  ستاتس) - إحصاءات  محترفي  الدراجات.
- نوكيري كورسي للسيدات 2023 على موقع إحصائيات الدراجات الإحترافية (الإنجليزية)